# Bicolschiereiland

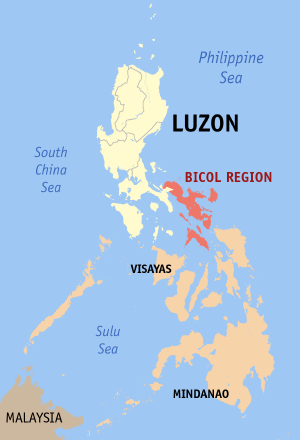
De westelijke grens van het schiereiland valt redelijk samen met die van Bicol Region. Bij de regio horen echter nog Masbate, Catanduanes en kleinere eilanden.

Het Bicolschiereiland is het zuidoostelijke deel van het Filipijnse eiland Luzon. Het strekt zich over een lengte van 275 kilometer uit, vanaf een landengte in de provincie  Quezon in zuidoostelijke richting tot Matnog. Het schiereiland heeft een grillige vorm en een lange kustlijn en kent een groot aantal baaien en kleinere schiereilandjes. Voor de kust liggen tal van eilanden. De oppervlakte bedraagt ongeveer 12.070 vierkante kilometer. De naam "Bicol" is ook gegeven aan de regio die grotendeels samenvalt met het schiereiland, de Bicol Region.
Het gebied bestaat merendeels uit lager gelegen land, wat de regio geschikt maakt voor landbouw. Er wordt veel rijst verbouwd. Op het schiereiland komen anderzijds ook geïsoleerde hogere gebieden en vulkanen voor. Midden in de provincie Albay ligt de Mayon (2462 m). Deze stratovulkaan heeft een bijna perfecte kegelvorm en is de meest actieve vulkaan van het land. De dode stratovulkaan Mount Isarog is de hoogste beboste berg op het Bicolschiereiland en is deel van een nationaal park. 
Met name op dit schiereiland wordt Bikolano gesproken, een aantal Austronesische talen, die verwant zijn aan Tagalog en Cebuano.